# Tinoc
Tinoc é um município de  quarta classe de renda municipal (d) na província Ifugao, nas Filipinas. De acordo com o censo de 1 de maio  de  2020 possui uma população de 18 475 pessoas e 4 504 domicílios.